# 1. Frauen-Fußball-Club Frankfurt 2013-2014
Questa voce raccoglie le informazioni riguardanti la squadra femminile del 1. Frauen-Fußball-Club Frankfurt nelle competizioni ufficiali della stagione 2013-2014.

## Divise e sponsor
Le tenute di gioco riprendono i colori sociali della società, il bianco e il nero. Lo sponsor principale è l'istituto di credito Commerzbank, il fornitore delle tenute Adidas.
| Casa | Trasferta |

## Organigramma societario
Area tecnica
- Allenatore: Colin Bell
- Vice allenatore: Kai Rennich
- Preparatore dei portieri: Andre Wachter

## Rosa
Rosa, ruoli e numeri di maglia come da sito della federazione tedesca.
| N. |                     | Ruolo | Calciatrice        |
| -- | ------------------- | ----- | ------------------ |
| 1  | Germania (bandiera) | P     | Desirée Schumann   |
| 2  | Messico (bandiera)  | D     | Alina Garciamendez |
| 4  | Germania (bandiera) | D     | Babett Peter       |
| 5  | Germania (bandiera) | D     | Stefanie Peil      |
| 7  | Germania (bandiera) | C     | Melanie Behringer  |
| 8  | Germania (bandiera) | C     | Kim Kulig          |
| 9  | Germania (bandiera) | A     | Célia Šašić        |
| 10 | Germania (bandiera) | C     | Dzsenifer Marozsán |
| 11 | Germania (bandiera) | C     | Simone Laudehr     |
| 14 | Giappone (bandiera) | C     | Kozue Andō         |
| 15 | Germania (bandiera) | D     | Svenja Huth        |
| 16 | Germania (bandiera) | C     | Jessica Reinhardt  |
| 17 | Germania (bandiera) | A     | Jessica Wich       |

| N. |                     | Ruolo | Calciatrice                   |
| -- | ------------------- | ----- | ----------------------------- |
| 18 | Germania (bandiera) | C     | Kerstin Garefrekes (capitano) |
| 19 | Germania (bandiera) | C     | Fatmire Alushi                |
| 20 | Germania (bandiera) | D     | Jasmin Herbert                |
| 21 | Svizzera (bandiera) | A     | Ana-Maria Crnogorčević        |
| 23 | Germania (bandiera) | D     | Bianca Schmidt                |
| 24 | Giappone (bandiera) | C     | Asuna Tanaka                  |
| 25 | Germania (bandiera) | D     | Saskia Bartusiak              |
| 27 | Germania (bandiera) | D     | Peggy Kuznik                  |
| 29 | Germania (bandiera) | P     | Miriam Hanemann               |
| 29 | Germania (bandiera) | D     | Larissa Gördel                |
| 30 | Germania (bandiera) | P     | Anne-Kathrine Kremer          |
| 31 | Germania (bandiera) | P     | Anke Preuß                    |
| 32 | Germania (bandiera) | A     | Lise Munk                     |

## Calciomercato

### Sessione estiva
| Acquisti | Acquisti      | Acquisti              | Acquisti                  |
| R.       | Nome          | da                    | Modalità                  |
| -------- | ------------- | --------------------- | ------------------------- |
| P        | Anke Preuß    | Hoffenheim            |                           |
| D        | Peggy Kuznik  | Wolfsburg             |                           |
| D        | Stefanie Peil | 1. FFC Francoforte II | Aggregata dalle giovanili |
| D        | Asuna Tanaka  | INAC Kobe Leonessa    |                           |
| A        | Célia Šašić   | Bad Neuenahr          |                           |

| Cessioni | Cessioni           | Cessioni         | Cessioni |
| R.       | Nome               | a                | Modalità |
| -------- | ------------------ | ---------------- | -------- |
| P        | Nadine Angerer     | Brisbane Roar    |          |
| D        | Saki Kumagai       | Olympique Lione  |          |
| C        | Silvana Chojnowski | Hoffenheim       |          |
| C        | Theresa Panfil     | Bayer Leverkusen |          |
| C        | Tameka Yallop      | Brisbane Roar    |          |
| A        | Sandrine Brétigny  | FCF Juvisy       |          |

## Risultati

### Frauen-Bundesliga

#### Girone di andata
| Arbitro: | Heimann (Gladbeck) |

|  |           |                          |
|  | Marcatori | 16’ Schmidt 51’ Marozsán |

| Arbitro: | Söder (Ingolstadt) |

|               |           |                      |
| Garefrekes 5’ | Marcatori | 45’ (rig.) Ioannidou |

| Arbitro: | Stolz (Pritzwalk) |

|  |           |                                                |
|  | Marcatori | 28’ Šašić 46’ Garefrekes 85’ Marozsán 90’ Andō |

| Arbitro: | Kurtes (Düsseldorf) |

|                       |           |                      |
| Šašić 7’ Marozsán 65’ | Marcatori | 80’ Linden 90’ Weber |

| Arbitro: | Elsner (Duisburg) |

|                                             |           |           |
| Šašić 30’, 75’ Alushi 47’ (rig.) Kuznik 67’ | Marcatori | 65’ Cross |

| Arbitro: | Appelmann (Alzey) |

|                      |           |                                     |
| Erceg 24’ Arnold 42’ | Marcatori | 43’ Alushi 55’ Šašić 60’ Garefrekes |

| Arbitro: | Haider (Roth) |

| |           |  |
| Andō 18’, 39’ Garefrekes 25’ Šašić 29’, 36’, 50’, 72’, 86’ Behringer 43’ Vorbeck 62’ (aut.) Marozsán 70’ Crnogorčević 84’ | Marcatori |  |

| Arbitro: | Lohmeyer (Holtland) |

|  |           |                                                                         |
|  | Marcatori | 3’ Crnogorčević 27’, 74’ (rig.) Šašić 50’ (aut.) Himmighofen 90’ Kuznik |

| Arbitro: | Eisenhardt (Holzgerlingen) |

|                                                                                             |           |                        |
| Garefrekes 9’, 64’ Andō 11’ Behringer 25’ Schmidt 33’ Crnogorčević 36’ Šašić 66’ Tanaka 90’ | Marcatori | 54’ Keilbach 55’ Moser |

| Arbitro: | Biehl (Siesbach) |

|  |           |                                 |
|  | Marcatori | 1’ Laudehr 36’ Šašić 48’ Alushi |

| Francoforte sul Meno 22 febbraio 2014, ore 12:00 CET 11ª giornata | 1. FFC Francoforte  | 0 – 0 referto | Wolfsburg | Stadion am Brentanobad (2 710 spett.)\| Arbitro: \| Kurtes (Düsseldorf) \| |
| Arbitro:                                                          | Kurtes (Düsseldorf) |               |           |                                                                            |

#### Girone di ritorno
| Arbitro: | Derlin (Bad Schwartau) |

|                                     |           |  |
| Garefrekes 12’ Šašić 27’ Alushi 48’ | Marcatori |  |

| Arbitro: | Hussein (Bad Harzburg) |

|              |           |                         |
| Hartmann 45’ | Marcatori | 54’ Garefrekes 90’ Andō |

| Arbitro: | Kurtes (Düsseldorf) |

|                                                                             |           |  |
| Laudehr 4’ Garefrekes 16’ Andō 24’, 37’ Šašić 33’, 77’ Behringer 74’ (rig.) | Marcatori |  |

| Leverkusen 29 marzo 2014, ore 13:00 CEST 15ª giornata | Bayer Leverkusen        | 0 – 0 referto | 1. FFC Francoforte | Ulrich-Haberland-Stadion (892 spett.)\| Arbitro: \| Baitinger (Friesenheim) \| |
| Arbitro:                                              | Baitinger (Friesenheim) |               |                    |                                                                                |

| Arbitro: | Baitinger (Friesenheim) |

|            |           |          |
| Schöne 83’ | Marcatori | 26’ Andō |

| Arbitro: | Biehl (Siesbach) |

|                                    |           |          |
| Kuznik 4’ Garefrekes 10’ Šašić 13’ | Marcatori | 7’ Erceg |

| Arbitro: | Heimann (Gladbeck) |

|  |           |                                                               |
|  | Marcatori | 7’, 20’ Behringer 9’, 50’ Šašić 26’, 36’, 48’, 71’ Garefrekes |

| Arbitro: | Müller-Schmäh (Potsdam) |

|                                                    |           |  |
| Alushi 10’ Kuznik 15’ Garefrekes 71’ Bartusiak 87’ | Marcatori |  |

| Arbitro: | Haider (Roth) |

|                                                                        |           |           |
| T. Dongus 24’ (aut.) Garefrekes 36’, 39’ Crnogorčević 58’ Marozsán 60’ | Marcatori | 62’ Moser |

| Arbitro: | Steinhaus (Langenhagen) |

|                           |           |                      |
| Alushi 42’ Garefrekes 90’ | Marcatori | 61’ (aut.) Bartusiak |

| Arbitro: | Biehl (Siesbach) |

|                    |           |          |
| Faißt 16’ Popp 89’ | Marcatori | 82’ Andō |

### DFB-Pokal der Frauen
| Arbitro: | Kurtes (Düsseldorf) |

|  |           |                                                           |
|  | Marcatori | 27’ Alushi 37’ Bartusiak 50’ Marozsán 63’, 80’ Garefrekes |

| Francoforte sul Meno 16 novembre 2013, ore 13:30 CET Ottavi di finale | 1. FFC Francoforte | 1 – 0 referto | Wolfsburg | RP F-Nieder-Eschbach (2 240 spett.) |
| \| \| \| \| \| Garefrekes 54’ \| Marcatori \| \|                      |                    |               |           |                                     |
|                                                                       |                    |               |           |                                     |
| Garefrekes 54’                                                        | Marcatori          |               |           |                                     |

| Arbitro: | Schultz (Wolfsburg) |

|  |           |                                                                                                 |
|  | Marcatori | 5’ Marozsán 29’ Alushi 37’ Behringer 49’, 59’ Garefrekes 67’, 76’ (rig.) Šašić 86’ Crnogorčević |

| Arbitro: | Appelmann (Alzey) |

|                                      |           |  |
| Garefrekes 18’ Wendlinger 51’ (aut.) | Marcatori |  |

| Arbitro: | Marina Wozniak (Herne) |

|  |           |                                |
|  | Marcatori | 3’ Andō 28’ Kuznik 36’ Laudehr |

## Statistiche

### Statistiche di squadra
| Competizione         | Punti | In casa | In casa | In casa | In casa | In casa | In casa | In trasferta | In trasferta | In trasferta | In trasferta | In trasferta | In trasferta | Totale | Totale | Totale | Totale | Totale | Totale | DR  |
| Competizione         | Punti | G       | V       | N       | P       | Gf      | Gs      | G            | V            | N            | P            | Gf           | Gs           | G      | V      | N      | P      | Gf     | Gs     | DR  |
| -------------------- | ----- | ------- | ------- | ------- | ------- | ------- | ------- | ------------ | ------------ | ------------ | ------------ | ------------ | ------------ | ------ | ------ | ------ | ------ | ------ | ------ | --- |
| Frauen-Bundesliga    | 53    | 11      | 8       | 3       | 0       | 46      | 8       | 11           | 8            | 2            | 1            | 34           | 7            | 22     | 16     | 5      | 1      | 80     | 15     | +65 |
| DFB-Pokal der Frauen | -     | -       | -       | -       | -       | -       | -       | -            | -            | -            | -            | -            | -            | 5      | 5      | 0      | 0      | 19     | 0      | +19 |
| Totale               | -     | -       | -       | -       | -       | -       | -       | -            | -            | -            | -            | -            | -            | 27     | 21     | 5      | 1      | 99     | 15     | +84 |

### Andamento in campionato
| Giornata  | 1 | 2 | 3 | 4 | 5 | 6 | 7 | 8 | 9 | 10 | 11 | 12 | 13 | 14 | 15 | 16 | 17 | 18 | 19 | 20 | 21 | 22 |
| --------- | - | - | - | - | - | - | - | - | - | -- | -- | -- | -- | -- | -- | -- | -- | -- | -- | -- | -- | -- |
| Luogo     | T | C | T | C | C | T | C | T | C | T  | C  | C  | T  | C  | T  | T  | C  | T  | C  | T  | C  | T  |
| Risultato | V | N | V | N | V | V | V | V | V | V  | N  | V  | V  | V  | N  | N  | V  | V  | V  | V  | V  | P  |
| Posizione | 2 | 3 | 2 | 4 | 3 | 2 | 1 | 1 | 1 | 1  | 1  | 1  | 1  | 1  | 2  | 2  | 1  | 1  | 1  | 1  | 1  | 2  |

Legenda:

Luogo: C = Casa; T = Trasferta. Risultato: V = Vittoria; N = Pareggio; P = Sconfitta.

### Statistiche delle giocatrici
| Giocatore         | Frauen-Bundesliga | Frauen-Bundesliga | Frauen-Bundesliga | Frauen-Bundesliga | DFB-Pokal der Frauen | DFB-Pokal der Frauen | DFB-Pokal der Frauen | DFB-Pokal der Frauen | Totale   | Totale | Totale      | Totale     |
| Giocatore         | Presenze          | Reti              | Ammonizioni       | Espulsioni        | Presenze             | Reti                 | Ammonizioni          | Espulsioni           | Presenze | Reti   | Ammonizioni | Espulsioni |
| ----------------- | ----------------- | ----------------- | ----------------- | ----------------- | -------------------- | -------------------- | -------------------- | -------------------- | -------- | ------ | ----------- | ---------- |
| F. Alushi         | 17                | 6                 | 3                 | 0                 | 5                    | 2                    | 0                    | 0                    | 22       | 8      | 3           | 0          |
| K. Andō           | 22                | 9                 | 0                 | 0                 | 5                    | 1                    | 0                    | 0                    | 27       | 10     | 0           | 0          |
| S. Bartusiak      | 16                | 1                 | 1                 | 0                 | 4                    | 1                    | 0                    | 0                    | 20       | 2      | 1           | 0          |
| M. Behringer      | 22                | 5                 | 3                 | 0                 | 5                    | 1                    | 0                    | 0                    | 27       | 6      | 3           | 0          |
| A-M. Crnogorčević | 22                | 4                 | 3                 | 0                 | 5                    | 1                    | 0                    | 0                    | 27       | 5      | 3           | 0          |
| K. Garefrekes     | 22                | 18                | 0                 | 0                 | 5                    | 6                    | 0                    | 0                    | 27       | 24     | 0           | 0          |
| A. Garciamendez   | 3                 | 0                 | 0                 | 0                 | 1                    | 0                    | 0                    | 0                    | 4        | 0      | 0           | 0          |
| L. Gördel         | -                 | -                 | -                 | -                 | -                    | -                    | -                    | -                    | -        | -      | -           | -          |
| M. Hanemann       | -                 | -                 | -                 | -                 | -                    | -                    | -                    | -                    | -        | -      | -           | -          |
| S. Huth           | 3                 | 0                 | 0                 | 0                 | -                    | -                    | -                    | -                    | 3        | 0      | 0           | 0          |
| K. Kulig          | -                 | -                 | -                 | -                 | -                    | -                    | -                    | -                    | -        | -      | -           | -          |
| P. Kuznik         | 22                | 4                 | 1                 | 0                 | 5                    | 1                    | 2                    | 0                    | 27       | 5      | 3           | 0          |
| S. Laudehr        | 22                | 2                 | 2                 | 0                 | 5                    | 1                    | 0                    | 0                    | 27       | 3      | 2           | 0          |
| J. Löber          | -                 | -                 | -                 | -                 | -                    | -                    | -                    | -                    | -        | -      | -           | -          |
| D. Marozsán       | 22                | 5                 | 1                 | 0                 | 5                    | 2                    | 0                    | 0                    | 27       | 7      | 1           | 0          |
| L. Munk           | -                 | -                 | -                 | -                 | -                    | -                    | -                    | -                    | -        | -      | -           | -          |
| S. Peil           | -                 | -                 | -                 | -                 | -                    | -                    | -                    | -                    | -        | -      | -           | -          |
| B. Peter          | 4                 | 0                 | 0                 | 0                 | -                    | -                    | -                    | -                    | 4        | 0      | 0           | 0          |
| A. Preuß          | 4                 | -2                | 0                 | 0                 | -                    | -                    | -                    | -                    | 4        | -2     | 0           | 0          |
| J. Reinhardt      | -                 | -                 | -                 | -                 | -                    | -                    | -                    | -                    | -        | -      | -           | -          |
| C. Šašić          | 20                | 20                | 3                 | 0                 | 4                    | 2                    | 0                    | 0                    | 24       | 22     | 3           | 0          |
| B. Schmidt        | 22                | 2                 | 3                 | 0                 | 4                    | 0                    | 0                    | 0                    | 26       | 2      | 3           | 0          |
| D. Schumann       | 19                | -13               | 0                 | 0                 | 5                    | 0                    | 0                    | 0                    | 24       | -13    | 0           | 0          |
| A. Tanaka         | 18                | 1                 | 2                 | 0                 | 4                    | 0                    | 0                    | 0                    | 22       | 1      | 2           | 0          |
| M. Weber          | 9                 | 0                 | 1                 | 0                 | 3                    | 0                    | 0                    | 0                    | 12       | 0      | 1           | 0          |
| J. Wich           | 7                 | 0                 | 0                 | 0                 | 1                    | 0                    | 0                    | 0                    | 8        | 0      | 0           | 0          |